# Peppel
De Peppel is een poppodium, gevestigd aan de Montaubanstraat 106 in Zeist. De zaal heeft een capaciteit van 350 personen. Het is een van de 39 Nederlandse kernpodia. Naast concerten organiseert De Peppel ook jamsessies, cursussen en beschikt het pand over een oefenruimte.

## Geschiedenis
De Peppel bestaat sinds 1974. In 2010 is het interieur verbouwd: de voorheen separate zaal en barruimte werden samengevoegd, waardoor de capaciteit van de zaal toenam. In de recente geschiedenis van De Peppel hebben onder anderen Julian Sas, Within Temptation, DI-RECT, Clan of Xymox, Memphis Maniacs, Racoon, het New Cool Collective en Paulusma op het podium gestaan.